# Arrankudiaga
Arrankudiaga és un municipi de Biscaia, a la comarca d'Arratia-Nerbion.

## Persones il·lustres
- Javier Escalza (1951): Futbolista.
- Eduardo Iturralde González (1967): Ex àrbitre de futbol